# Бакалавър
Бакалавърската степен, съкратено бакалавър, е вид образователна степен във висшето образование.
Бакалавър по-често означава носител на бакалавърска степен.
Присъжда се след обучение в упълномощено висше училище и е с продължителност поне 3 години.
Следващото равнище най-често е степен магистър. Обикновено студентите изучават определена специалност, за която придобиват съответната степен. По-рядко избират специалността след период на обучение.

## България
Обучението за бакалавър в България обикновено е с продължителност 4 години. Към тази степен е причислена степента „професионален бакалавър“, наричана до неотдавна „специалист“ и отнасяща се за 3-годишното обучение във висшите колежи.
Степента е регламентирана в България от Закона за висшето образование (ЗВО). За придобиването ѝ, съгласно чл. 42, ал. 1, т. 1 на ЗВО, се изискват:
а) не по-малко от 180 кредита със срок на обучение не по-малък от 3 години - „професионален бакалавър по ...“
б) не по-малко от 240 кредита със срок на обучение не по-малък от 4 години - „бакалавър“